# كركي شائع

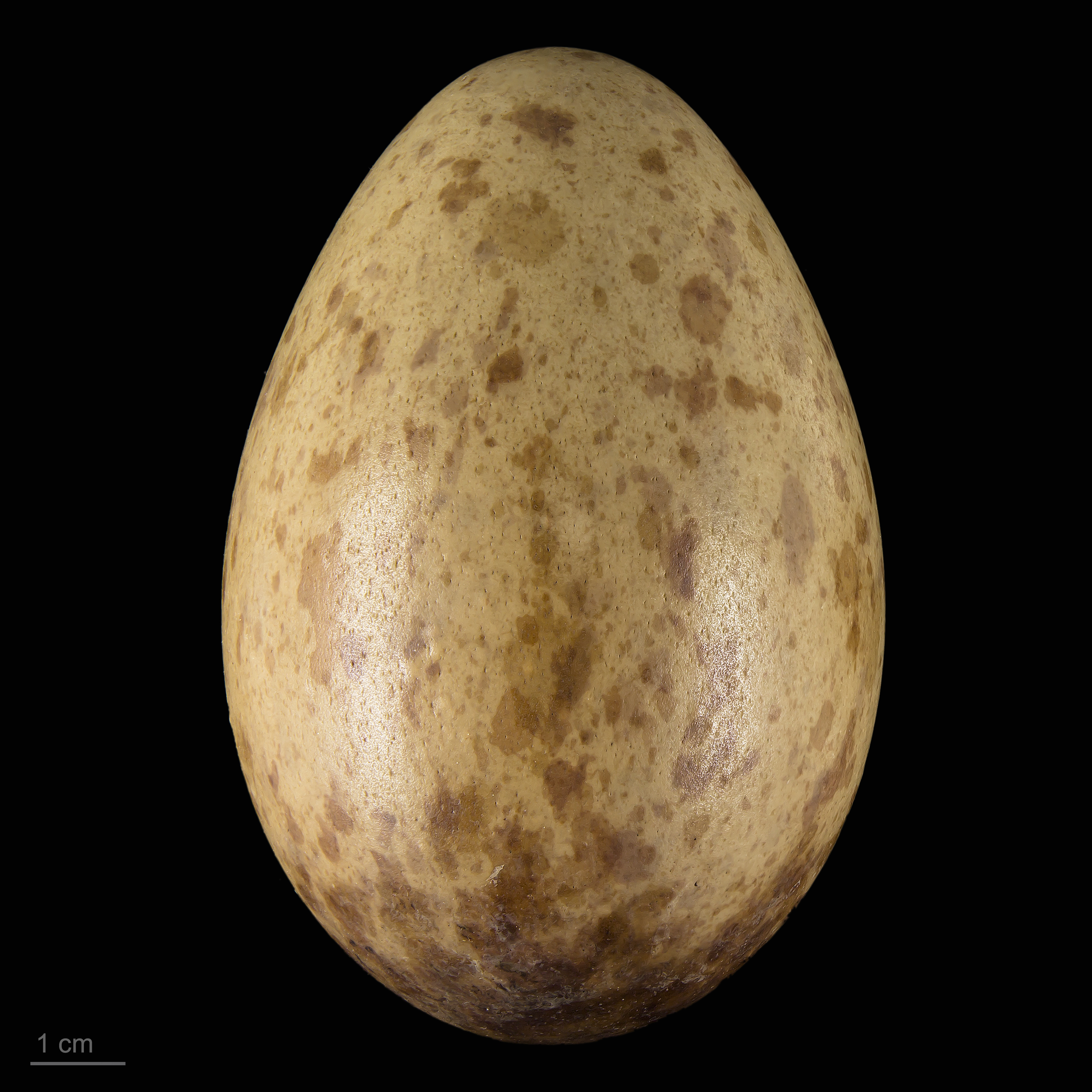
بيض الكركي الشائع.

الكركي الشائع أو الكركي المألوف (الاسم العلمي: Grus grus) ويعرف بأسم الكركي الأوراسي هو طائر ينتمي إلى فصيلة الكركي.